# Garcia (Tarragona)
Garcia (spanisch García) ist eine Gemeinde im Süden Kataloniens mit 543 Einwohnern (Stand: 2024) und liegt in der Provinz Tarragona und der Comarca Baix Camp.

## Lage
Garcia liegt etwa 55 Kilometer westlich von Tarragona in einer Höhe von ca. 75 m am Ebro. 

## Bevölkerungsentwicklung
| Jahr      | 1970 | 1981 | 1991 | 2001 | 2011 | 2021 |
| Einwohner | 742  | 632  | 567  | 515  | 580  | 535  |

## Sehenswürdigkeiten
- Burgruine
- alte Kirche

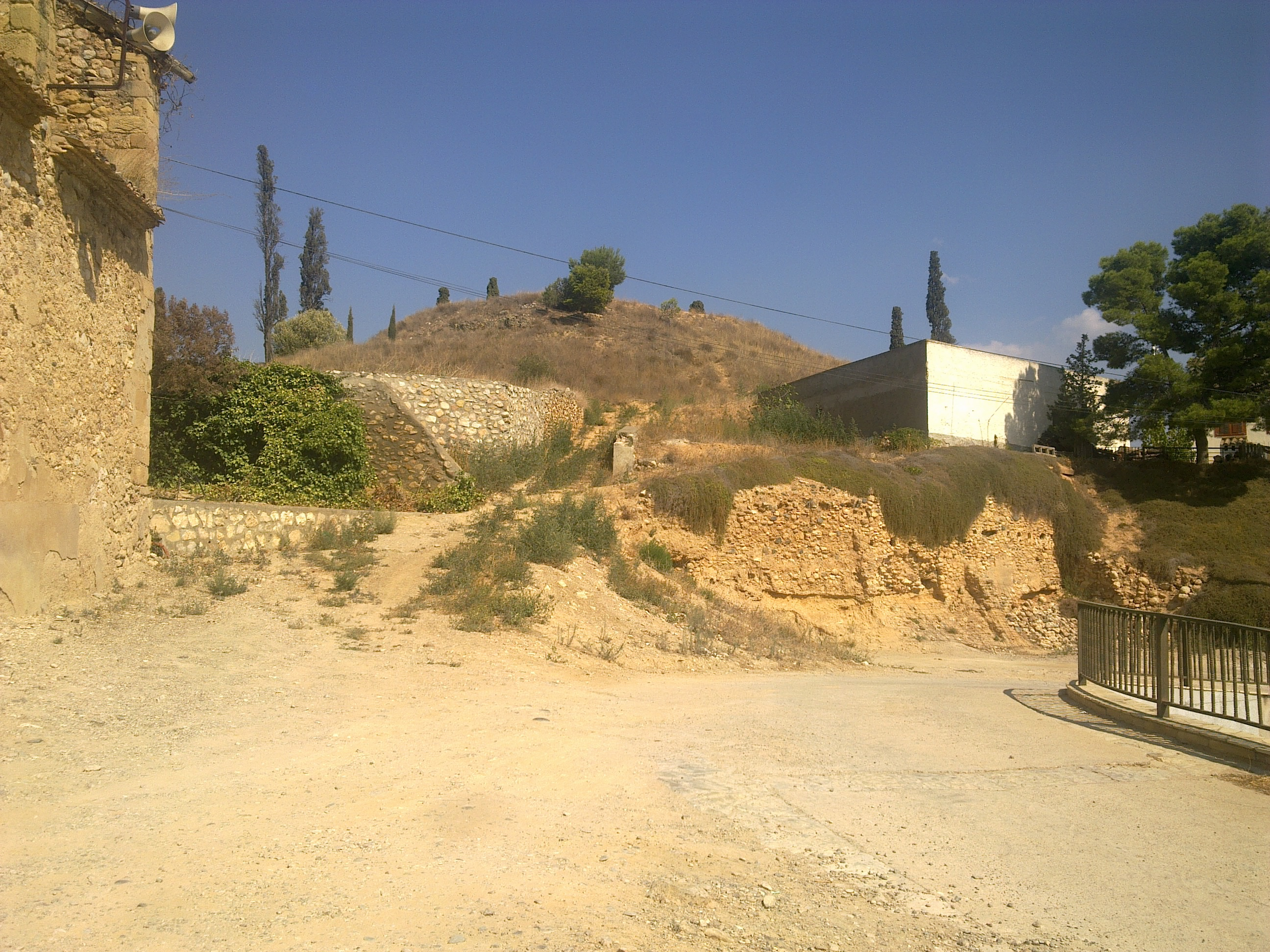
Reste der Burganlage
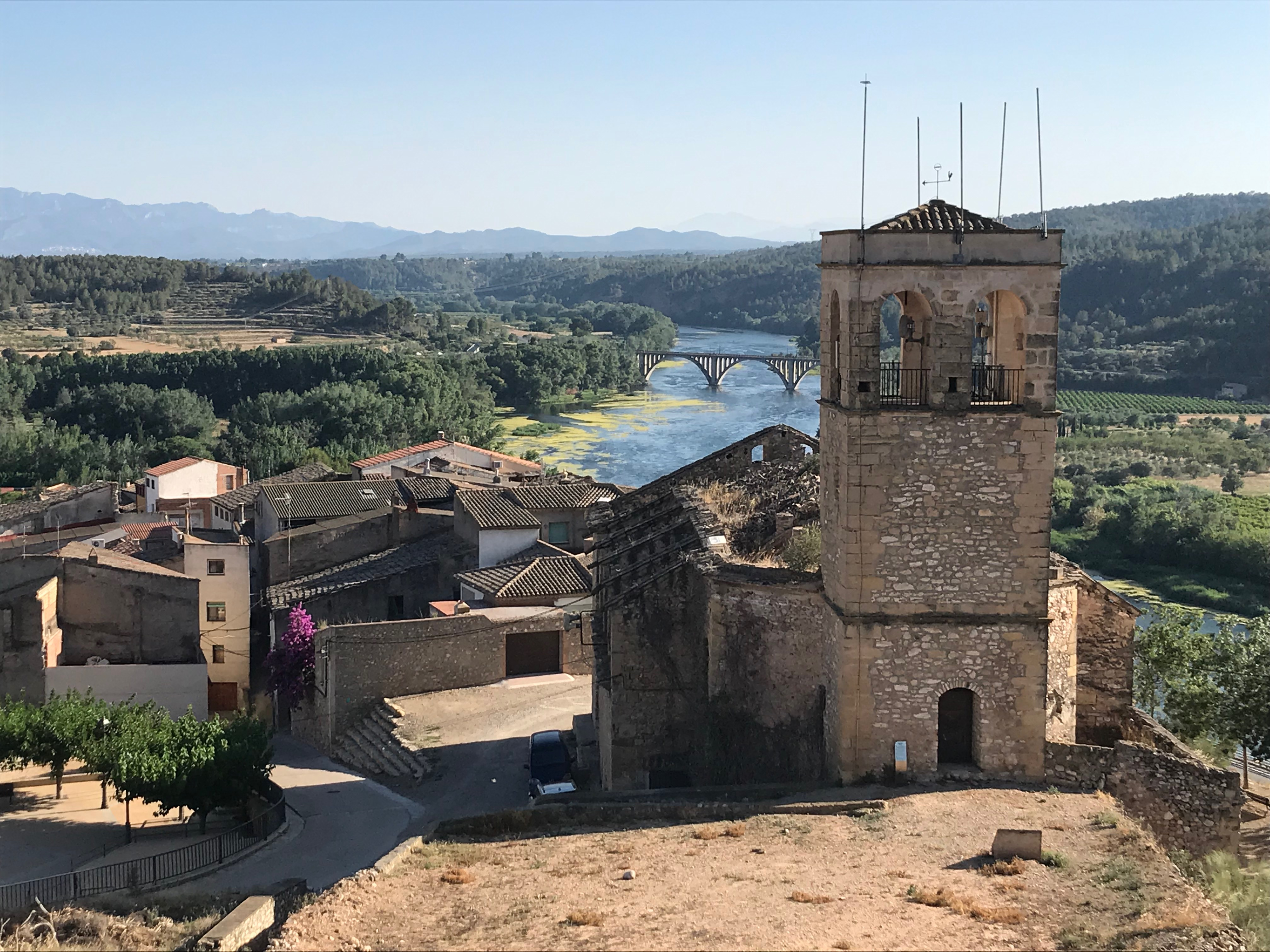
Alte Kirche